# Most San Roque González de Santa Cruz
Most San Roque González de Santa Cruz lub Międzynarodowy Most San Roque González de Santa Cruz (hiszp. Puente Internacional San Roque González de Santa Cruz) – drogowy most wantowy ponad rzeką Parana łączący paragwajskie miasto Encarnación z argentyńskim miastem Posadas.
Patronem mostu, imieniem którego został nazwany to jeden z twórców państwa jezuickiego z XVII wieku Roch González de Santa Cruz.